# Руда Велика (річка)
Руда Велика — річка в Україні  у Тернопільському районі Тернопільської області, права притока Гнилої Рудки (басейн Дністра).

## Опис
Довжина річки приблизно 4 км. Висота витоку над рівнем моря — 320 м, висота гирла — 315 м, падіння річки — 5 м, похил річки — 1,25 м/км. Формується з багатьох меліоративних каналів та декількох безіменних струмків.

## Розташування
Бере початок на південний захід від села Поплави. Тече переважно на південний схід і на південно-західній околиці міста Скалат впадає в річку Гнилу Рудку, ліву притоку Гнилої.